# 高岡信用金庫
高岡信用金庫（たかおかしんようきんこ、英語：Takaoka Shinkin Bank）は、富山県高岡市に本店を置く信用金庫である。通称はたかしん。

## 沿革
- 1923年（大正12年）3月 - 高岡信用組合として創業。
- 1951年（昭和26年）6月 - 高岡信用金庫に改組。
- 2004年（平成16年）3月 - 福光信用金庫の高岡市内2店舗を譲受。
- 2017年（平成29年）5月 - 新本店が竣工[4]。
- 2019年（平成31年）2月21日 - 本店で初の商談会を開催[5]。
- 2024年（令和6年）4月15日 - この日から磁気の影響を受けにくい新しい通帳（Hi-Co通帳）を取扱開始した(Hi-Co通帳に対応していない信用金庫ATMではHi-Co通帳は使えない。)[6]。

## ATMについて
ATMでは、北陸地方3県（富山県・石川県・福井県）内に本店を置く信用金庫（しんきん北陸トライアングルネットワークATMサービス）のカードに限ってATM利用時間内に関わらず入出金手数料が終日無料で利用できるほか、北陸3県以外の信用金庫（しんきんATMゼロネットサービス）のカードでも平日8:45～18:00の入出金・土曜9:00～14:00の出金に限り手数料が無料で利用できる。

## 不祥事
2018年6月2日、当時の理事長が高岡市内で酒に酔った状態で運転し、富山県警察に道路交通法違反（飲酒運転）で現行犯逮捕された（翌日釈放され後日書類送検）。この責任を取って、当時の理事長は同年6月4日付で理事長を辞任した。

## たかしん高峰譲吉記念館
本店別館内に設けられた高峰譲吉の功績を紹介するコーナー。本店別館隣接地の高峰公園は、タカジアスターゼの発明者・アドレナリンの発見者、高峰譲吉の生誕の地であることから、2017年（平成29年）12月1日に開設された。